# Nuxalk

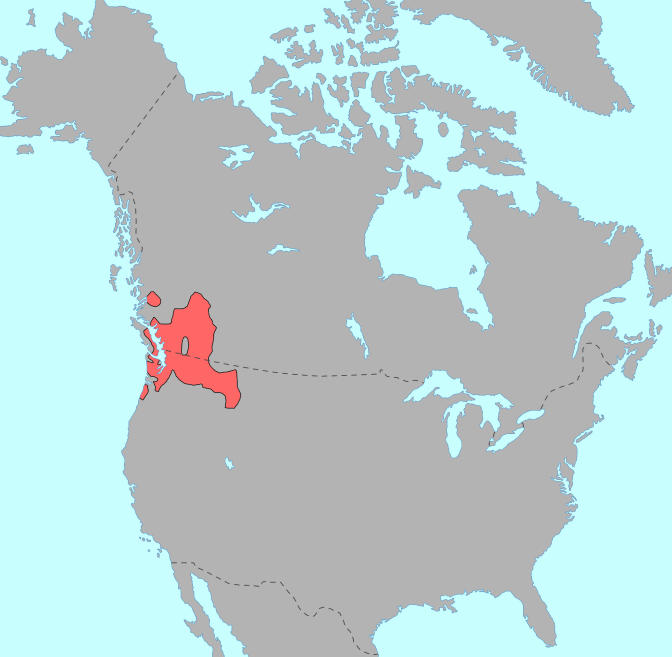
Verbreitung der Salish-Sprachen

Die Nuxalk bzw. Nuxálk (das x steht für einen Ach-Laut; früher Bella Coola, Bellacoola, Bellakula oder Bilchula genannt) sind amerikanische Ureinwohner aus der Sprachfamilie der Salish. Sie leben größtenteils an den Ufern des Bella Coola River (Nuxalk) in British Columbia, in einem bis 1906 bzw. 1955 isolierten Fischerdorf. Heute steht ihr Dorf Q'umk'uts' nahe der Stadt Bella Coola. Kulturell gehören sie den Küsten-Salish an.
Das traditionelle Territorium der „Nuxalk (Nuxalk-mc)“ – Nuxalkulmc („Nuxalk Land“) oder Kulhulmc („Land“) genannt – erstreckte sich von der Meeresseite der Burke & Fisher Channels nach Norden bis zu den Wasserscheiden des Dean Channel, südlich bis South Bentinck Arm und östlich bis zur Höhe der Coastal Mountains. Einst gab es Dutzende von Dörfern in diesem Gebiet, aber heute befindet sich die Mehrheit der „Nuxalk (Nuxalk-mc)“ im traditionellen Gebiet sowie Verwaltungsbüros in Bella Coola.
Heute ist die Mehrheit der „Nuxalk (Nuxalk-mc)“ in der Nuxalk Nation (Stand Juli 2022, nach Zählung des Indigenous and Northern Affairs Canada: 1.795 Stammesmitglieder, wovon 909 auf eigenen Reservaten und 45 auf anderen Reservaten leben) und eine Minderheit in der Ulkatcho First Nation (Mehrheit Dakelh und Tsilhqot'in mit vielen „Nuxalk (Nuxalk-mc)“-Vorfahren) organisiert.

## Namensherkunft, Bezeichnung und Sprache
Die früher auch in der Fachliteratur übliche Bezeichnung als „Bella Coola“ ist eine Verballhornung von Bḷ́xvḷá / Bḷ́xʷlá / Bəlxwəlá der benachbarten Wakashan-sprachigen Heiltsuk (Haíɫzaqv) für die Nuxalk-Siedlungsgruppen mit der Bedeutung „Fremder, Feind“, in der Nuxalk-Orthographie als Plxwla wiedergegeben. Die Nuxalk bezeichnen sich heute als Nuxalk-mc/Nuxalkmc („Volk im Bella Coola River [Nuxalk] Valley“, Singular: Nuxalk) und ihre Sprache als ItNuxalkmc / It7Nuxalkmc und diese werden vermehrt auch im Englischen vor Ort genutzt. Da die „Heiltsuk (Haíɫzaqv)“ in der Fachliteratur historisch als „Bella Bella“ nach ihrer Hauptsiedlung bezeichnet wurden, wurden beide sprachlich nicht verwandte Völker oftmals miteinander verwechselt.
Ursprünglich umfassten die heutigen „Nuxalk (Nuxalk-mc)“ mehrere nach Hauptsiedlungen benannten Siedlungsgruppen, die meist entlang der Flussläufe siedelten: die „eigentlichen“ Nuxalk-mc („Volk im Bella Coola River [Nuxalk] Valley“) und dessen Quellflüssen, die Talyumc / Talhyumc („Volk von der Siedlung Talyu(u) (Tallheo)“) vom North Bentinck Arm und South Bentinck Arm, die Nuxiq'mc („Volk von der Siedlung Nusxiq' (Nuskek)“) am Ufer von North Bentinck nahe der Einmündung bei Green Bay (Nusxiq'), die Sutslhmc (Kimsquit) („Volk von der Siedlung Suts'lhm (Kimsquit)“) vom Kimsquit River (Satskw'), die Nutl'lmc („Volk von der Siedlung Nutl'l“) vom Dean River und am Dean Channel, die Kw'alhnamc („Volk von der Siedlung Kw'alhna (Kwatna)“) vom Kwatna Inlet und die Istamc („Volk von Ista (King Island)“) von der Insel King Island (Ista) und einigen kleineren Inseln.
Im 19. Jahrhundert gab es insbesondere mit den militärisch und waffentechnisch besser ausgerüsteten Heiltsuk (Haíɫzaqv), Haida und Kwakwaka'wakw größere kriegerische Auseinandersetzungen um den Zugang zum europäischen Pelzhandel sowie den Kampf um schwindende Ressourcen und die Behauptung des eigenen Territoriums gegenüber feindlicher Stämme. Hierbei wurden – was früher selten war – oftmals ganze Siedlungen ausgelöscht oder so dezimiert, dass sich diese anderen Gruppen anschließen mussten und das Sozialgefüge innerhalb der Stämme und Völker unter extremen Stress stand. Bis zu den 1920er Jahren hatten die einst unabhängigen Siedlungsgruppen jedoch ihre Dörfer aufgegeben und amalgamierten mit der im Tal des Bella Coola River lebenden Siedlungsgruppe und identifizierten sich von da an gemeinsam als „Nuxalk (Nuxalk-mc)“.
Da die „Nuxalk (Nuxalk-mc)“ als Küsten-Salish von allen Seiten von meist Wakashan-sprachigen Völkern – den „Heiltsuk (Haíɫzaqv)“ und Oowekyala (’Wuik̓ala) sowie Kwakwaka'wakw – sowie Nördliches Athapaskisch-sprachigen Völkern – den Tsilhqot'in und Dakelh – umgeben waren, etablierten die „Nuxalk (Nuxalk-mc)“-Siedlungsgruppen im Grenzgebiet zu diesen meist kriegerischen Völkern mittels Handel und Eheschließungen familiäre Bindungen, auf die in Zeiten von Krieg oder Hunger zurückgegriffen werden konnte. Insbesondere im Osten und Südosten teilten und überlappten sich Territorien der „Nuxalk (Nuxalk-mc)“-Siedlungsgruppen mit Territorien der Tsilhqot'in und Dakelh, mit denen oftmals freundschaftliche und familiäre Bande bestanden. Viele „Nuxalk (Nuxalk-mc)“ waren daher zweisprachig bzw. sprachen zur Verständigung mit benachbarten Völkern und Europäern Chinook Wawa. Die Sprache der „Nuxalk (Nuxalk-mc)“ – das ItNuxalkmc – stammt aus der Salish-Sprachfamilie und ist daher mit den Sprachen der Küsten-Salish und Binnen-Salish verwandt, wird jedoch oft als eigene Untergruppe angesehen, da es nur in Nuxalkulmc („Nuxalk Land“) gesprochen wurde (wird). Einst in über 100 Siedlungen mit unterschiedlichen Dialekten gesprochen, sind die meisten dieser Siedlungen aufgegeben und Dialektunterschiede daher weitgehend verschwunden; zudem wird ItNuxalkmc nur noch von ca. 17 „Nuxalk (Nuxalk-mc)“ als Muttersprache gesprochen und zählt somit zu den vom Aussterben bedrohten Sprachen. ItNuxalkmc besitzt viele Lehnwörter aus den angrenzenden Nördlichen Wakashan-Sprachen (insbesondere Hailhzaqvla-Dialekt der „Heiltsuk (Haíɫzaqv)“) sowie einige aus dem Nördlichen Athapaskischen und dem Tsimshian. Das ItNuxalkmc wird heute im öffentlichen Schulsystem im Schulbezirk # 49 unterrichtet, zudem wird seitens der Nuxalk Nation seit 1987 an der ACWSALCTA („Ort des Lernens“) School die Sprache, Geschichten, Tänze, Bräuche und Kultur versucht zu bewahren und den Schülern von der Vorschule bis zur 12. Klasse beizubringen. Am 17. Mai 2007 feierte die Schule ihr zwanzigjähriges Bestehen, wobei ein neuer Totempfahl aufgestellt wurde. Auch mittels des LIP'ALHAYC („Zurückkehren“) Learning Centre (Nuxalk College) – eine Einrichtung für Erwachsene – wird versucht die vorhandenen Traditionen zu pflegen und – soweit möglich – verlorene wiederherzustellen. Erste Schritte wurden diesbezüglich bereits mit der Einrichtung der Kii Kii Tii Nursery School in den 70er Jahren unternommen. Zwischenzeitlich gibt es auch eine Nuxalk-Sprachseite auf First Voices.

## Geschichte

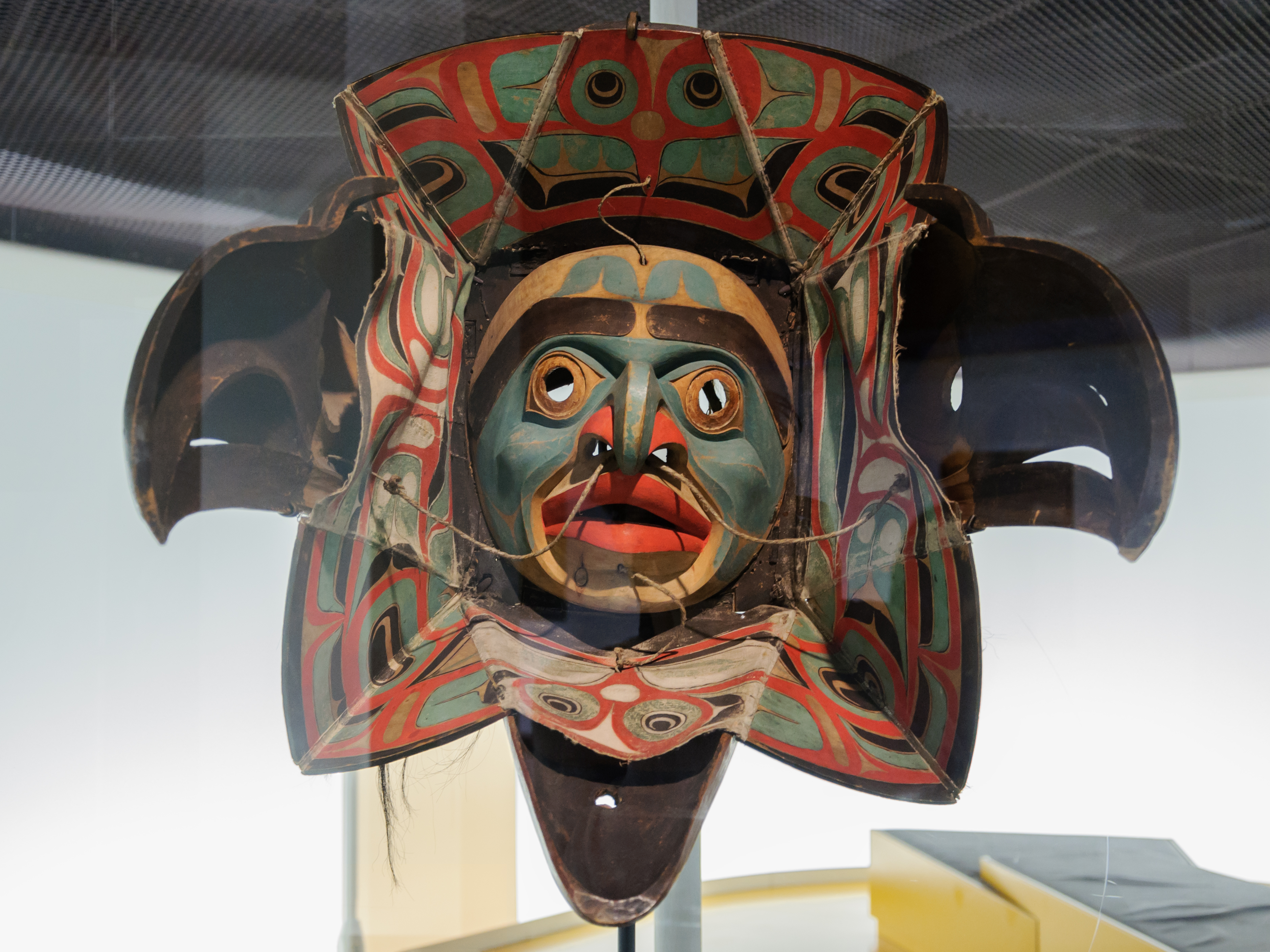
Maske der Nuxalk, 19. Jahrhundert

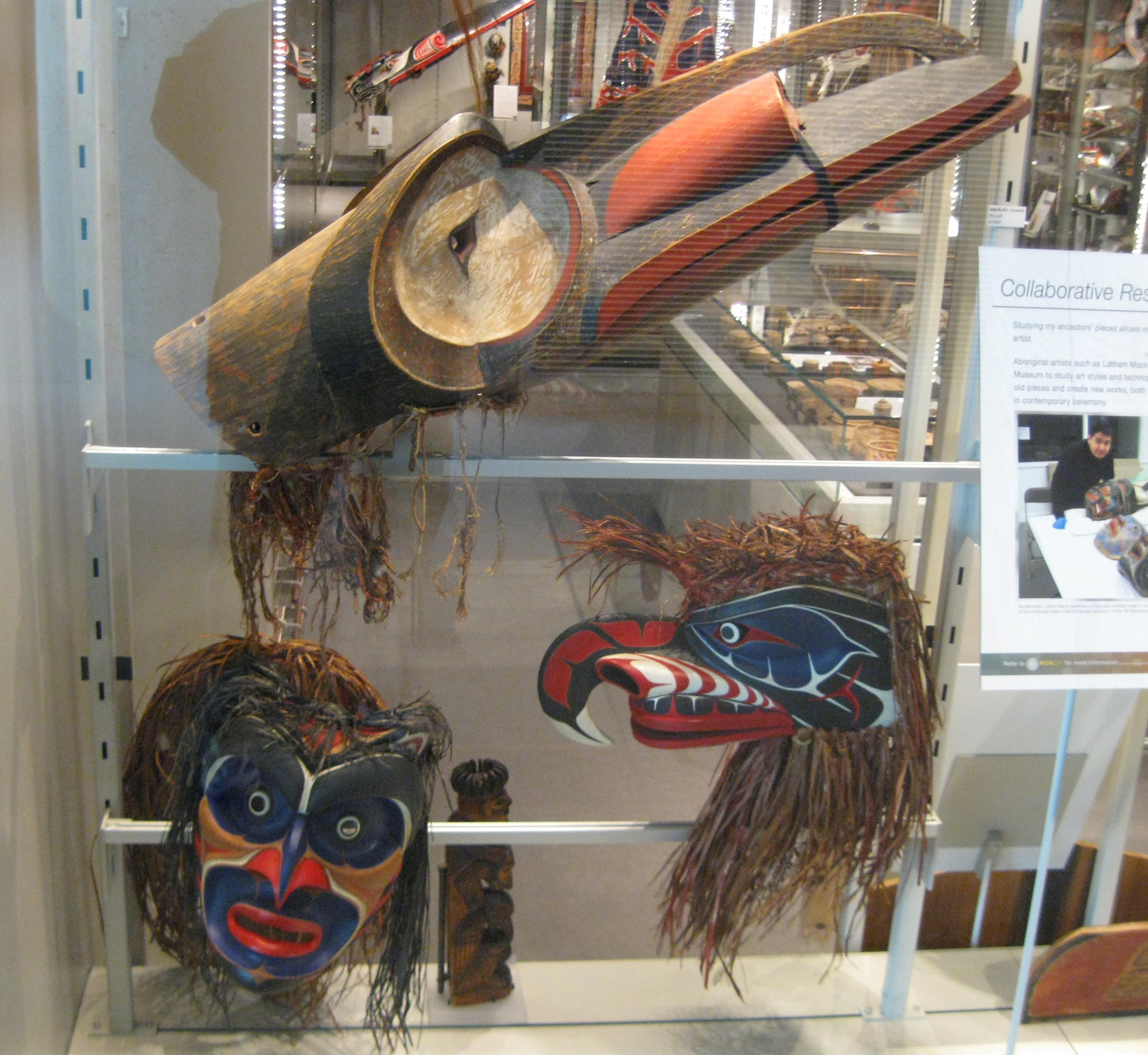
Maskensammlung im Museum der University of British Columbia, dort als SquXsEn bezeichnet

Die Gesellschaft gliederte sich, wie bei allen Küsten-Salish, in drei Klassen: den gleichsam eine adlige Oberschicht bildenden Familien die jeweils für die Lineages (Familiengruppen) den Erbhäuptling (Staltmc) stellten, die einfachen Stammesmitglieder und den Sklaven (Snaax). Die bemalten Häuser gehörten dabei den Familien mit dem höchsten Rang.
Die „Nuxalk (Nuxalk-mc)“ waren in mehrere nach Hauptsiedlungen benannten Siedlungsgruppen unterteilt, die wiederum aus mehreren kleineren Dörfern bestanden, die jeweils durch die herrschende Lineage einer Familie geführt wurde, die den Erbhäuptling stellte. Jede dieser Lineages (Familien-/Abstammungsgruppen) hatte ihre eigene Herkunftsgeschichte (Smayusta) bezüglich ihres tradierten Nuxalkmc-Namens (Nuxalkmc Skwatsta) und ihrer Abstammung von einem gemeinsamen mythische Urahnen, der jeweils von einem der umgebenden Berggipfel abstammte und von diesem in das jeweilige Territorium herabgestiegen (Klhtim uulh ti kulhulmcilh t'ayc – „in unser Land hinabstiegen“) war. Diese Smayusta erinnerten die Lineages und Siedlungsgruppen aus welchem Teil des Landes (Kulhulmc) sie stammten, welchen tradierten Ahnennamen (Titel) sie hatten – zudem umfassten sie nur diese Gruppe zugehörigen Lieder, Tänze, Totempfähle, Masken, Dialekte, Werkzeuge, zeremonielles Wissen u. a. Bestimmte Smayustas sind jedoch allen „Nuxalk (Nuxalk-mc)“-Familien sehr ähnlich. Ehebande verknüpften die Lineages und die Dörfer miteinander, wobei der Wohnort meistens in der väterlichen Familie gewählt wurde. Jedoch war dies nicht zwingend. Die großen Plankenhäuser aus Zedernholz beherbergten bis zu sechs Familien.
- die Sutslhmc („Volk von der Siedlung Suts'lhm (Kimsquit)“), im Englischen besser bekannt als Kimsquit, lebten in mehreren Siedlungen entlang des Kimsquit River (Satskw') und der Kimsquit Bay, ihre Hauptsiedlung „Suts'lhm (Kimsquit)“ befand sich an der Mündung des Dean River auf der nordöstlichen Seite des Dean Channel, bis diese 1877 durch Beschuss der Royal Navy zerstört wurde. Das heutige Kemsquit IR 1 an der Kimsquit Bay und bei den Kimsquit Narrows nahe des Kimsquit Mountain und Chatscah IR 2 an der Mündung des Kimsquit River am Nordende des Dean Channel sowie das dort liegende Skokwiltz River 3 (32,4 ha) befinden sich auf ihrem ehemaligen Territorium.
- die Nutl'lmc („Volk von der Siedlung Nutl'l“), ihre Hauptsiedlung „Nutl'l“ lag am gleichnamigen Dean River (Nutl'l), weitere Siedlungen erstreckten sich bis zu dessen Oberlauf und am Dean Channel: „Asklhta (Asktlta)“ bei den Salmon House Falls am Zusammenfluss der Takia und Dean River (daher meist: „Salmon House“ genannt), werden jedoch manchmal als eine „Untergruppe“ der „Sutslhmc (Kimsquit)“ betrachtet.
- die Talyumc / Talhyumc („Volk von der Siedlung Talyu(u) (Tallheo)“) vom North Bentinck Arm und South Bentinck Arm (Ats'aaxlh – „Fjord“), ihre Hauptsiedlung „Talyu(u) (Tallheo)“ lag am North Bentinck Arm, weitere Siedlungen: „Nuwikw (Nuiku)“ auf einer Anhöhe am South Bentinck Arm südlich der Mündung des Noieck River (Nuwikw), „Salhya (Setlia - Tallio Point)“ auf der Ostseite von South Bentinck Arm etwa 1/4 Meile vom Zusammenfluss mit dem North Bentinck Arm, „Asiiqw (Aseik)“ (Asiiqw – „Kopf des Kanals“) am Asiiqw River, der in eine Bucht am südwestlichen Ende des South Bentinck Arm mündet, Talyu Rivers.
- die Nuxiq'mc („Volk von der Siedlung Nusxiq' (Nuskek)“), ihre Siedlung „Nusxiq' (Nuskek)“ lag am Ufer von North Bentinck östlich des Baches, der bei Green Bay (Nusxiq') in ihn mündet, werden jedoch manchmal als eine „Untergruppe“ der „Talyumc / Talhyumc“ betrachtet.
- die Kw'alhnamc („Volk von der Siedlung Kw'alhna (Kwatna)“) vom Kwatna Inlet bis zu dessen Mündung in den Burke Channel.
- die Istamc („Volk von Ista (King Island)“) von der Insel King Island (Ista).
- die Nuxalk-mc („Volk im Bella Coola River [Nuxalk] Valley“) mit der Hauptsiedlung „Q'umk'uts'“ (nahe der heutigen Stadt Bella Coola an der Mündung des gleichnamigen Flusses) entlang des Bella Coola River (Nuxalk) mit weiteren ca. 25 Siedlungen entlang der Atnarko und Talchako Rivers. Das Bella Coola Indianerreservat Nr. 1 befindet sich auf ihrem ehemaligen Territorium.

Die Zeremonien der „Nuxalk (Nuxalk-mc)“ waren selbst für die Verhältnisse der Küsten-Salish, sehr komplex. Beherrschende Elemente waren Feste (Alhpstnm) und der Potlatch (Lhlm) und zwei Geheimgesellschaften, die Sisaok und die Kusiut. Nur die Kinder von Häuptlingen und bestimmte Verwandte konnten Mitglied werden, jedoch erst nach einem Einweihungsritual. Dazu gehörte der Rückzug aus der Gemeinschaft und die Präsentation einer maskierten Figur bei der Rückkehr, die die neue Stellung des Mitglieds darstellte. Die Mitglieder der beiden Gesellschaften traten überwiegend bei Potlatches und Beerdigungen auf. Dabei dominierten die Kusiut die Winterzeremonien, wobei jede(r) von ihnen einen Namen erhielt und einen übernatürlichen Schutzherrn, dessen Tanz er aufführte.
Die „Nuxalk (Nuxalk-mc)“ lebten überwiegend vom Lachsfang – dies spiegelt sich auch in der Bezeichnung der Jahreszeiten wider (die sich auf die Lachswanderungen beziehen), von der Regenbogen-Steelhead-Forelle (K'lat), aber auch vom Kerzenfisch (Sputc – „Eulachon/Ooligan“). Lachs wurde dabei getrocknet und diente als Handelsgut, ebenso wie der verarbeitete Kerzenfisch. Hierbei fischten die Nuxalkmc verschiedene Lachsarten – diese aßen sie entweder sofort, grillten ihn (Q'luk) oder verwendeten ihn als Eintopf (Sliixwulh) oder räucherten die Lachsfilets (Slaq'k) ihn, um ihn für den Winter haltbar zu machen.

### Europäer

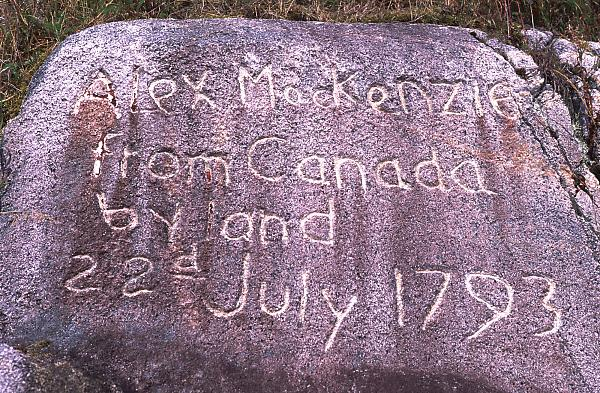
Inschrift Alexander Mackenzies

1793 berührte George Vancouver die Gewässer der Nuxalk. Wenige Wochen später erreichte eine Expedition Alexander Mackenzies das Gebiet, die unter großem Aufwand empfangen und sehr freigebig behandelt wurde. In Nusqalst („großes Dorf“) fand er vier große Plankenhäuser auf Hügeln vor, dazu sieben kleinere. Auch erreichte er Q’umk’uts, wo Mackenzie und seine neun Begleiter zunächst zahlreiche kleine Häuser passierten, und wo sie schließlich auf sechs sehr große Häuser trafen. Sie wurden von nur vier Männern, wohl Häuptlingen, und ihren Familien bewohnt. Schließlich hielt Mackenzie auf einem Felsen an der Pazifikküste durch eine Inschrift fest, dass er am 22. Juli 1793 (eigentlich schon am Vortag) diese Küste erreicht und damit die Erste Durchquerung Nordamerikas geschafft hatte.
Das Handelsgebiet der Nuxalk war sehr weitläufig, und Mackenzie wunderte sich, wie einer der Häuptlinge zu einem Blechknopf gekommen war. Sie lieferten bereits zu dieser Zeit Pelze an die Heiltsuk, die wiederum mit den europäischen Pelzhändlern Kontakt aufnahmen. Umschlagplatz war dort seit den 1830er Jahren die Handelsstation der Hudson’s Bay Company in Bella Bella, Fort McLoughlin, das auf Campbell Island lag.
Mit dem Cariboo-Goldrausch kamen Anfang der 1860er Jahre tausende von Goldschürfern nach Bella Coola. 1862 grassierte eine schwere Pockenepidemie, die wohl mehr als drei Viertel der Bevölkerung das Leben kostete. Die Überlebenden gaben ihre Dörfer überwiegend auf und wohnten nach 1863 in Q'um'kuts.
Dort errichtete die Hudson’s Bay Company 1867 einen Posten, zunächst auf einem Boot, dann beim Dorf. Doch gab die Gesellschaft den Posten 1882 wieder auf und verkaufte ihn an John Clayton, dessen Familie ihn bis ins 20. Jahrhundert hinein fortführte. Doch dominierte nicht mehr der Pelzhandel, sondern die Ausfuhr von Kartoffeln, von Korbwaren und Schnitzwerken. Die Schnitzwerke der Nordwestküste, besonders die Totempfähle, wurden binnen weniger Jahre weltberühmt und zu begehrten Sammelobjekten.
Dennoch versuchte die kanadische Regierung, die Kulturen der Indianer auszulöschen. Die Kinder von Bella Coola mussten, wie alle Kinder der Ureinwohner, in eine Residential School gehen, wo sie ihre Muttersprache nicht mehr benutzen durften. Rituale wurden streng verboten und bei einer Gelegenheit erschien sogar ein Kanonenboot vor dem Dorf, um die Verbote vor allem des Potlatch (1884) gewaltsam durchzusetzen.
Am 30. Oktober 1894 kamen 79 namentlich bekannte Norweger nach Bella Coola. Bis dahin lebten nur 8 Nichtindigene unter den Nuxalk. Reverend Christian Saugstad hatte die 74 Menschen aus Crookston, Minnesota hierher geführt, vertrieben durch religiöse Auseinandersetzungen innerhalb der Lutherischen Kirche, angezogen durch die vorteilhaften Beschreibungen des norwegischen Völkerkundlers B. F. Jacobsen und der ebenso günstigen Ansiedlungsbedingungen, die die Provinzregierung bot. Ihm schlossen sich fünf weitere Norweger aus Seattle an. Dieser Gruppe folgten im nächsten Jahr weitere 98 Kolonisten, wobei jeder der Siedler 160 Acre Land erhielt, worauf ein Haus zu erbauen war. Es entstand eine Poststation in Kristiania (später nach dem Inhaber Hagensborg genannt) und eine Schule.
1904 entschlossen sich die Siedler, ihren Hauptort auf die Nordseite des Flusses zu verlagern, eine Entscheidung, der sich die Nuxalk überwiegend anschlossen. Der neue Ort war einfacher per Schiff zu erreichen. Es folgten Brückenbauten und bis in die 30er Jahre prosperierte der Ort. Doch starke Überschwemmungen zwangen die Siedler, wieder auf den alten Siedlungsort an der Südseite zurückzugreifen und die neue Stadt aufzugeben.
Union Steamships bot von 1906 bis Mitte der 1950er Jahre eine wöchentliche Verbindung von Vancouver nach Bella Coola an. Über Land gab es von hier bis zum Chilcotin-Gebiet nur Trails, wo sich Pack-Trails durch die wilde Landschaft schlängelten. Dennoch wäre die Region ohne den Ersten Weltkrieg wohl völlig anders entwickelt worden. 1912 gab es einen regelrechten Landboom im nordostwärts gelegenen Ootsa Lake District. Die Pacific and Hudson’s Bay Railway betrachtete die Region als einen möglichen Endpunkt für ihre transkontinentale Eisenbahnverbindung. Doch der Erste Weltkrieg und danach der Niedergang der nordamerikanischen Eisenbahnen beendeten das Projekt.
Selbst ein Straßenbau scheiterte in den 30er Jahren an den enormen Kosten. Während des Zweiten Weltkriegs sollte die Expedition Polar Bear eine Straße zum Anahim Lake bauen, doch wurde auch dieses Projekt abgebrochen.
1952 bis 1955 bauten die Bewohner von Bella Coola eine Freedom Road genannte Straße, zu der die Regierung ganze 50.000 CAD beisteuerte. Damit hatte Kanada eine dritte Verbindung zum Pazifik durch das Küstengebirge.
Gleichzeitig schlug die Holzindustrie gewaltige Lücken in das riesige Urwaldgebiet. Dieser Prozess hatte bereits um 1900 eingesetzt, verstärkte sich aber in den 40er Jahren. Zudem entstanden Fischfabriken und -farmen, die selbst die enormen Fischbestände der Region überforderten.

## First Nations mit Nuxalk sowie Reservate und aktuelle Situation

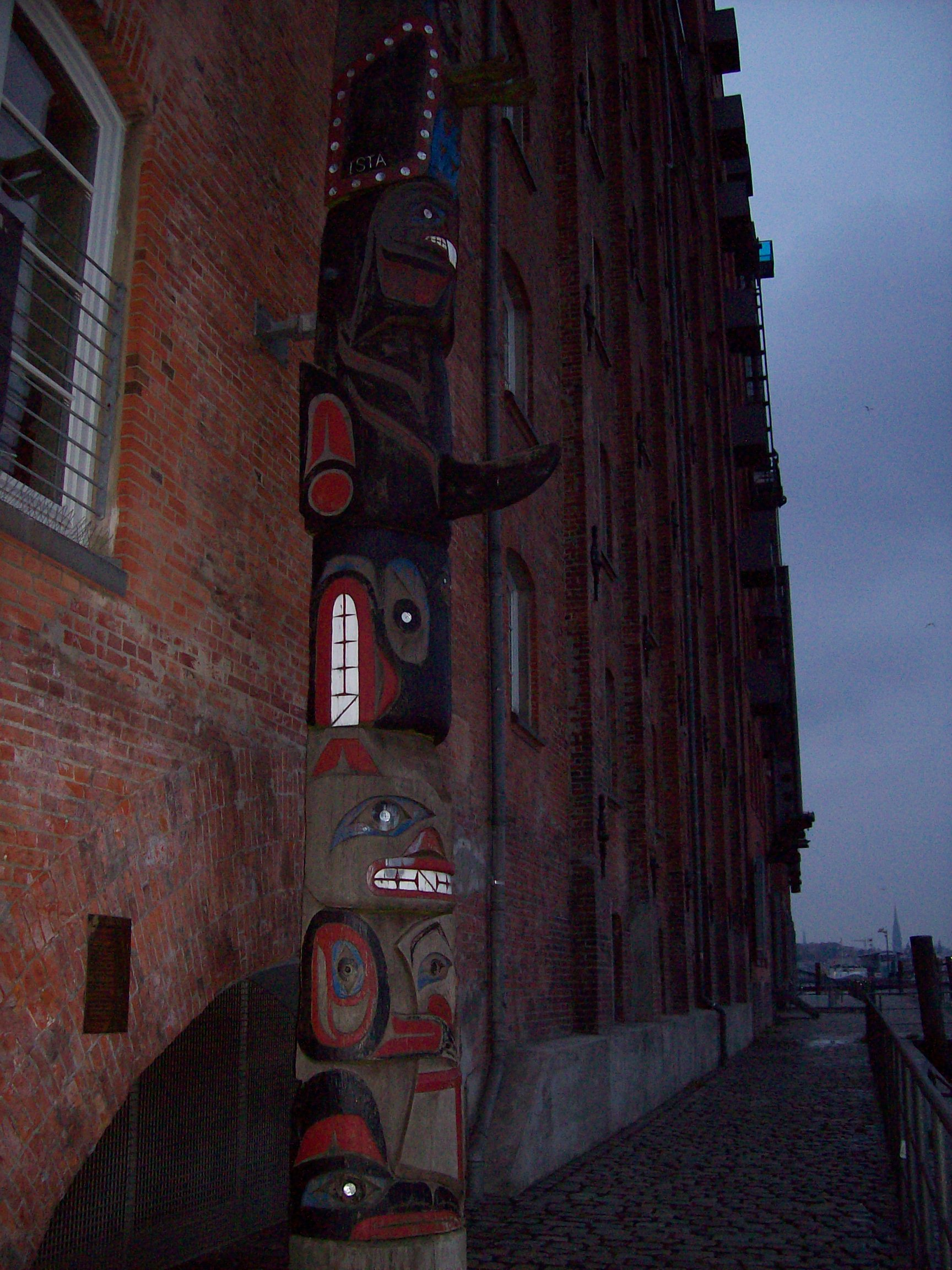
Totempfahl der Nuxalk in Hamburg. Er wurde im Jahr 2000 Greenpeace als Dank für die Unterstützung beim Erhalt des Regenwalds geschenkt.

Die Nuxalk sind heute in zwei First Nations sowie in zwei Stammesräten (Tribal Councils) organisiert:
Wuikinuxv-Kitasoo-Nuxalk Tribal Council (WKNTC) (früher: Oweekeno-Kitasoo-Nuxalk (OKNTC) genannt, vertritt die Mehrheit der Nuxalk.)
- die Wuikinuxv Nation[11] (die Heimat der Wuikinuxv Nation („Rivers Inlet Volk“) umgibt und erstreckt sich vom Rivers Inlet Gebiet aus, zudem entlang des Wannock River und am Owikeno Lake; ihre Sprache ist eine Tonsprache und zählt als Dialekt der „Heiltsuk-Oowekyala-Sprache“ zu den Nördlichen Wakash-Sprachen. Verwaltungssitz Rivers Inlet befindet sich im Hauptreservat Katit IR 1 am Ufer des Wannock River am Abfluss des Owikeno Lake, am Rivers Inlet (658 ha), weitere Reservate Kiltala IR 2 an der Mündung des Kilbella River in die Kilbella Bay (50 ha) und Cockmi IR 3 an der Westspitze von Walbran Island in der Nähe des Darby Channel (4,80 ha). Population Stand Juli 2022: 291 Stammesmitglieder, hiervon lebt die Mehrheit außerhalb der Reservate mit Hauptort Port Hardy und die Minderheit in den Reservaten.)
- die Kitasoo/Xaixais First Nation[12] (die „Kitasoo / Xai'xais“ umfassen zwei verschiedene sprachliche und kulturell-ethnische Gruppen, die „Kitasoo (Gidestsu)“ sprachen den „Sgüüx̣s (Sgüümks)“-Dialekt der Südlichen Tsimshian und die „X̌íx̌ís (Xixis / Xai'xais)“, eine Untergruppe der Heiltsuk, deren Sprache ist eine Tonsprache und zählt als Dialekt der „Heiltsuk-Oowekyala-Sprache“ zu den Nördlichen Wakash-Sprachen. Verwaltungssitz ist Klemtu (Kitasoo) im Hauptreservat Kitasoo #1 (334,70 ha) am Ostufer von Swindle Island, dort lebt auch die Mehrheit der Stammesangehörigen, weitere Reservate: Canoona #2 auf Princess Royal Island an der Nordküste von Graham Reach (219,30 ha); Dil-ma-sow #5 auf Kent Islet südwestlich der Princess Royal Islands (1,90 ha); Gander Island #14 auf einer der Inseln der Moore Group vor der Westküste von Aristazabal Island in der Hecate Strait (121,40 ha); Goo-ewe #8 auf Grant Anchorage, Nordseite von Price Island (2,0 ha); Kdad-eesh #4 an der Westküste von Aristazabal Island (2,0 ha); Kinmakanksk #6 am Südwestufer der Princess Royal Island am Laredo Inlet (11,70 ha); Lattkaloup #9 auf Princess Royal Island an der Mündung des Fowles Creek, Laredo Inlet (0,40 ha); Mary Cove #12 an der Mary Cove, Westufer von Roderick Island (1,0 ha); Oatswish #13 an der nördlichsten Spitze des Mussel Inlet, nördlich des Mathieson Channel, Milbanke Sound (2,10 ha); Quckwa #7 an der Kitasu Bay, Westufer von Swindle Island (6,10 ha); Saint Joe #10 auf Princess Royal Island an der Mündung des Bloomfield Lake in den Laredo Inlet (0,50 ha); Skilak #14 an der Griffin Passage, Ostseite von Roderick Island (9,70 ha); Ulthakoush #11 am Kopf des Laredo Inlet auf Princess Royal Island (2,40 ha); Weeteeam #3 an der Mündung des Kdelmashan Creek, Südwestufer der Aristazabal Island (3,20 ha); Population Stand Juli 2022: 499 Stammesmitglieder, wovon 244 auf eigenen und weitere 6 auf anderen Rervaten leben, der Rest außerhalb.)
- die Nuxalk Nation[13] (Verwaltungssitz ist Bella Coola, die Mehrheit der Stammesmitglieder lebt auf den 7 Reservaten; Bella Coola 1 das mit 1355,5 ha Abstand größte liegt an der Mündung des gleichnamigen Flusses; Nooseseck 2 (5,3 ha) liegt an der Mündung des gleichnamigen Flusses in die Green Bay, am North Bentinck Arm des Burke Channel; Taleomey 3 (202,3 ha) bezieht seinen Namen ebenfalls von einem Fluss, liegt aber am South Bentinck Arm; Kwatlena 4 (53 ha) liegt am Kwatna River in der Kwatna Bay; Kemsquit 1 (203,2 ha) liegt dagegen an der Mündung des Dean River, Chatscah 2 (173,2 ha) an der Mündung des Kimsquit River am Nordende des Dean Channel, wo auch Skokwiltz River 3 (32,4 ha) liegt. Population Stand Juli 2022[14]: 1.795, wovon 909 Stammesmitglieder auf den eigenen Reservaten und 45 auf anderen Reservaten leben.)

Carrier-Chilcotin Tribal Council (vertritt die Minderheit der Nuxalk)
- die Ulkatcho First Nation[16] (bestehend aus der Ulkatchotʼen-Untergruppe der Dakelh, den Tsilhqot'in sowie Nachfahren der „Stuwic (Stuik / Stuie)“ und „Nusq'lst (Nuskelst / Noosgulch)“-Siedlungen der Nuxalk-mc-Siedlungsgruppe, wurden daher von benachbarten Dakelh auch als Nechowt'en – „Dakelh-Volk gemischt mit Tŝilhqot'in“ bezeichnet, Verwaltungssitz ist die Gemeinde Anahim Lake, British Columbia, bewohnen heute 22 Reservate: Abuntlet Lake #4, Andy Cahoose Meadow #16, Betty Creek #18, Blackwater Meadow #11, Cahoose #10, #12, #8, Casimiel Meadows #15A, Fishtrap #19, Louis Squinas Ranch #14, Salmon River Meadow #7, Squinas #2, Thomas Squinas Ranch #2A, Tilgatko #17, Towdystan Lake #3, Ulkatcho #1, #13, #14A, #5, #6, Willow Meadow #9, ca. 32,46 km²; Population Stand Juli 2022: 1.067 Stammesmitglieder, hiervon leben 599 auf den eigenen und 47 auf anderen Reservate, der Rest lebt außerhalb.)